# Myxillina
Myxillina — підряд губок класу звичайні губки (Demospongiae).

## Класифікація
Включає 11 родин:
- Родина Chondropsidae Carter, 1886
- Родина Coelosphaeridae Dendy, 1922
- Родина Crambeidae Lévi, 1963
- Родина Crellidae Dendy, 1922
- Родина Dendoricellidae Hentschel, 1923
- Родина Desmacididae Schmidt, 1870
- Родина Hymedesmiidae Topsent, 1928
- Родина Iotrochotidae Dendy, 1922
- Родина Myxillidae Dendy, 1922
- Родина Phellodermidae Van Soest & Hajdu, 2002
- Родина Tedaniidae Ridley & Dendy, 1886

Колишні таксони:
- Родина Anchinoidae прийнята як Hymedesmiidae
- Родина Desmacidonidae прийнята як Desmacididae